# 秋山雄飛
秋山 雄飛（あきやま ゆうひ、1994年5月2日 - ）は、兵庫県三田市出身の陸上競技選手。専門は長距離走。須磨学園高等学校、青山学院大学国際政治経済学部卒業。中国電力陸上競技部に所属した。

## 経歴
- 中学時代から全国入賞する実力を持っていた。
- 高校3年時に第18回都道府県対抗駅伝に兵庫県代表として出場し、4区を担当。区間新記録（14分07秒）を樹立する快走で首位に浮上、チームの連覇に大きく貢献し、ジュニアA優秀選手に選出された[2]。
- 大学2年時の関東インカレ2部5000mで3位入賞。
- 大学3年時の第92回箱根駅伝では3区を担当し区間賞（3区歴代5位）を獲得する走りで、往路連覇・総合連覇に貢献した[3]。
- 大学4年時の第93回箱根駅伝でも3区で快走。13.1kmでトップに立つと区間賞の走りで後続を引き離し、往路3連覇・総合3連覇に貢献した。
- 中国電力入社後は2020年の中国実業団駅伝で7区区間賞（区間新記録）を樹立したが、故障などもあって結果を残せず、2021年1月をもって退部[4]。3月から広島の市民ランナーチーム「TopGear」に加入した。

## 人物・エピソード
- 第92回箱根駅伝では後続との差を大きく広げたことから、メディアなどで"影のMVP"と呼ばれた。
- 箱根駅伝翌日の日本テレビ系列の各番組に優勝報告で出演した際、監督の原晋に対し、2016年は「秋山隊長、頑張れ」、「3年前の都道府県駅伝の再来だ」、2017年は「お前は湘南の神になれるぞ」と激励されたことに謝意を述べている。
- 第92回箱根駅伝の優勝報告で日本テレビ系列『ZIP!』に出演した際、即興芸としてPerfumeの『レーザービーム』に乗せてダンスを披露しスタジオを盛り上げた。それから1年後、2017年2月23日のフジテレビ系列『VS嵐』では、本人たちの前でダンスを披露したが「物凄い感情の無いレーザービーム」と言われてしまった。
- 第93回箱根駅伝では、青山学院大学OBの神野大地から「湘南の神になったね」と称賛された。

## ベスト記録
- 5000m – 13分53秒76（2015年7月4日、世田谷記録会）
- 10000m - 28分58秒93（2014年7月6日、ホクレンディスタンスチャレンジ）
- ハーフマラソン - 1時間02分29秒（2016年2月7日、香川丸亀国際ハーフマラソン）
- マラソン - 2時間11分43秒（2021年2月28日、びわ湖毎日マラソン）

## 主な戦績
- 第36回全日本中学校陸上競技選手権大会 1500m 9位 4分07秒35
- 第36回全日本中学校陸上競技選手権大会 3000m 4位 8分41秒12
- 第63回近畿高校駅伝競走大会1区(10.0km)区間賞 29分48秒
- 天皇杯第18回全国都道府県対抗男子駅伝 4区(5.0km)区間1位(区間新) 14分07秒
- 第46回全日本大学駅伝 3区(9.5km)区間6位 27分55秒
- 第92回箱根駅伝 3区(21.4km)区間賞 1時間02分24秒
- 第93回箱根駅伝 3区(21.4km)区間賞 1時間03分03秒
- 第81回中国山口駅伝競走大会 7区(11.1km)区間賞 31分59秒

### 大学三大駅伝戦績
| 学年               | 出雲駅伝                 | 全日本大学駅伝              | 箱根駅伝                        |
| ------------------ | ------------------------ | --------------------------- | ------------------------------- |
| 1年生 （2013年度） | 第25回 ー － ー 出走なし | 第45回 ー － ー 出走なし    | 第90回 ー － ー 出走なし        |
| 2年生 （2014年度） | 第26回 （開催中止）      | 第46回 3区-区間6位 27分55秒 | 第91回 ー － ー 出走なし        |
| 3年生 （2015年度） | 第27回 ー － ー 出走なし | 第47回 ー － ー 出走なし    | 第92回 3区-区間賞 1時間02分24秒 |
| 4年生 （2016年度） | 第28回 ー － ー 出走なし | 第38回 ー － ー 出走なし    | 第93回 3区-区間賞 1時間03分03秒 |